# Pinelema podiensis
Espèce
Pinelema podiensis est une espèce d'araignées aranéomorphes de la famille des Telemidae.

## Distribution
Cette espèce est endémique du Guangxi en Chine,. Elle se rencontre dans la grotte Podi dans le xian de Debao à Baise.

## Description
Le mâle holotype mesure 1,25 mm et la femelle paratype 1,45 mm.

## Étymologie
Son nom d'espèce, composé de podi et du suffixe latin -ensis, « qui vit dans, qui habite », lui a été donné en référence au lieu de sa découverte, la grotte Podi.

## Publication originale
- Song, Zhao, Luo & Li, 2017 : Three new species of Pinelema from caves in Guangxi, China (Araneae, Telemidae). ZooKeys, no 692, p. 83-101 (texte intégral).